# Linzer Diplom

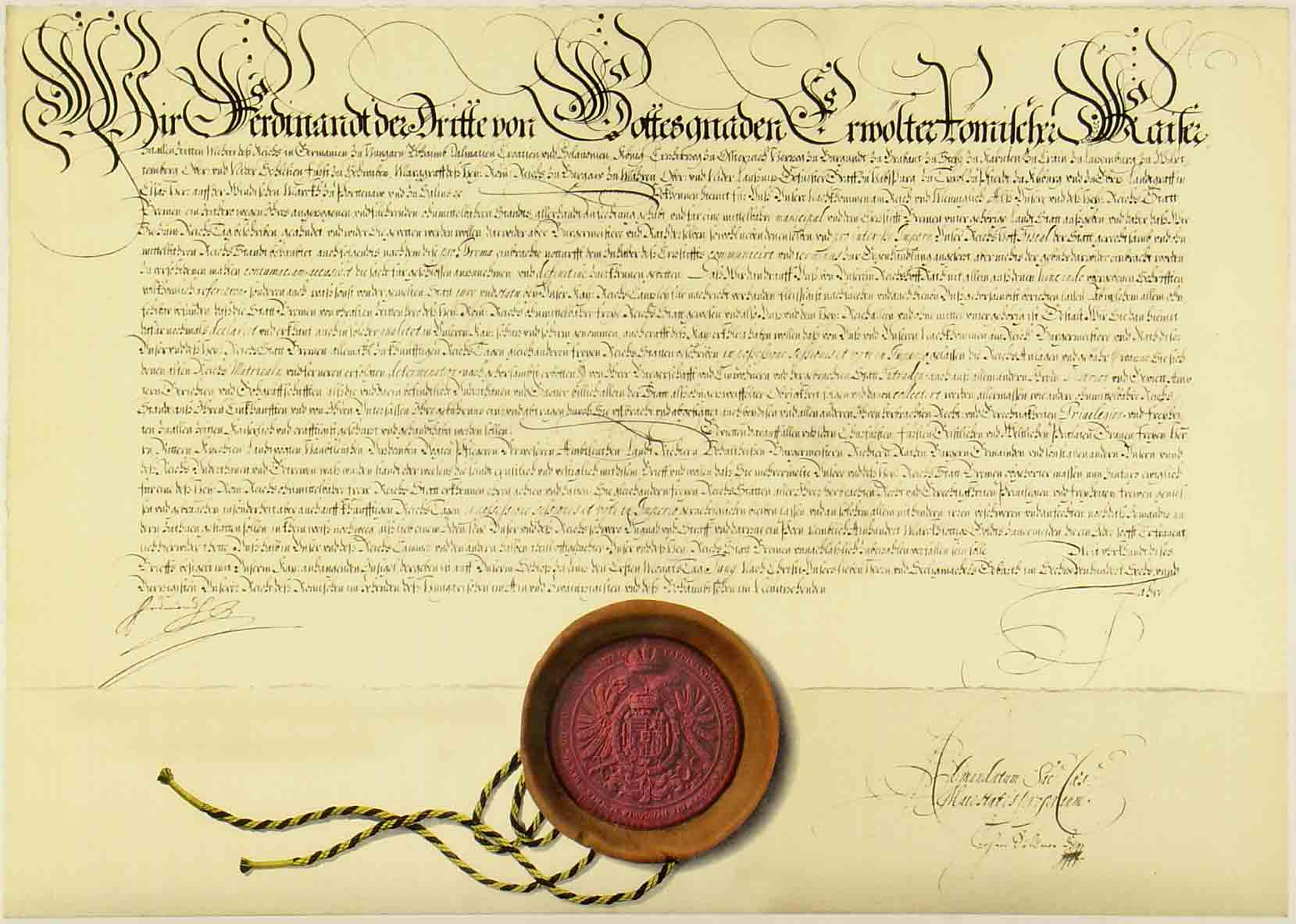
Das Linzer Diplom

Das Linzer Diplom ist eine Urkunde, die am 1. Juni 1646 während des Dreißigjährigen Krieges vom Kaiser des Heiligen Römischen Reichs Deutscher Nation Ferdinand III. in Linz ausgestellt wurde. In ihr bestätigte und besiegelte er die Reichsunmittelbarkeit der Stadt Bremen.

## Geschichte des Linzer Diploms

### Historischer Hintergrund
1186 wurden der Stadt Bremen durch Friedrich I. Barbarossa mit dem Gelnhauser Privileg erste städtische Freiheitsrechte verliehen. Es kam zwischen den Bremer Bürgern und den Bischöfen immer wieder zu Auseinandersetzungen um den Einfluss des Bischofs und die Selbständigkeit der Stadt. Im Laufe des 13. Jahrhunderts gelang es der Stadt Bremen, den Einfluss der Bischöfe immer weiter zurückzudrängen, bis die Stadt Bremen faktisch unabhängig war. So konnte 1304 das Bremer Stadtrecht kodifiziert werden. 1358 trat Bremen der Hanse bei. 1404 wurde der Bremer Roland errichtet, der bewusst gegen den Erzbischof ausgerichtet war – er blickt auf den Dom – und nach bremischem Verständnis ein Freiheitssymbol sein soll. 1640 lud Ferdinand III. Bremen zum ersten Mal in seiner Geschichte zu einem Reichstag in Regensburg. Das inzwischen protestantisch gewordene Erzbistum wehrte sich dagegen. Es kam zu Gutachten und Gegengutachten. Am 20. April 1641 bestritt das Kurfürstenkolleg die Reichsunmittelbarkeit Bremens. Bremen hatte nun Schwierigkeiten, den Beweis für seine Reichsunmittelbarkeit zu führen. Ein urkundlicher Nachweis der faktischen Selbständigkeit und damit des Status einer Freien Reichsstadt existierte nämlich bis zur Ausstellung des Linzer Diploms nicht. Dies erschien auch überflüssig, da Bremen Mitglied der mächtigen Hanse war. Allerdings verfiel die Hanse und damit der bremische Rückhalt mehr und mehr. Zusätzlich strebte Schweden als damals stärkste militärische Macht Europas die Herrschaft über das Hochstift Bremen an. 1645 hatte Dänemark im Frieden von Brömsebro seine Ansprüche auf das Hochstift Bremen an Schweden abgetreten. Mit dem Westfälischen Frieden von 1648 sollte Schweden das Hochstift dann auch später endgültig erlangen. Naturgemäß erhob Schweden hierbei auch Ansprüche auf die Stadt Bremen.

### Ausstellung der Urkunde
Während Schweden an einer möglichst großen Machtstellung im norddeutschen Raum und damit einem möglichst großen Einfluss auf die Reichspolitik interessiert war, versuchten der Kaiser und zahlreiche Landesfürsten, diese Machtausbreitung weitgehend in Grenzen zu halten. Deshalb schlug der kaiserliche Entwurf des Friedensvertrages vor, dass die Stadt Bremen nicht in das zukünftige Herzogtum Bremen (das vormalige Erzbistum Bremen) eingeschlossen sein sollte. Um entsprechende Privilegien zu erhalten, schickte Bremen Unterhändler zum Kaiser. 
Dem bremischen Abgesandten Gerhard Coccejus wurde durch den kaiserlichen Unterhändler Graf Maximilian von und zu Trauttmansdorff die Forderung nach 100.000 Reichstalern als Gegenleistung für die Erstellung einer entsprechenden Urkunde unterbreitet. Grund für diese Forderung war der erhebliche kaiserliche Geldbedarf im Zusammenhang mit dem Dreißigjährigen Krieg. Trotz der damals erheblichen Summe stimmte der Senat Bremens zu. Am 1. Juni 1646 unterzeichnete Ferdinand III. daher im Schloss zu Linz das Linzer Diplom. Der aus bremischer Sicht entscheidende Abschnitt lautete:

„Wir, Ferdinand der Dritte von Gottes Gnaden erwählter Römischer Kaiser ... bekennen ... daß die Stadt Bremen von uralten Zeiten her des Heiligen Römischen Reichs unmittelbare freie Reichsstadt gewesen und daher Uns und dem Heiligen Reich allein und ohne Mittlerstelle untertthan ist ... gegeben auf unserem Schloß zu Linz am 1. Juni im 1646sten Jahr nach Christi, Unseres lieben Herrn und Seligmachers, Geburt.“

Aufgrund etlicher Verzögerungen – so konnte die gesamte Summe nicht sofort in bar aufgetrieben werden, und es fehlten zunächst 1.500 Taler – übergab Graf Trauttmannsdorff erst am 25. August 1646 in Münster das Diplom an den bremischen Unterhändler Coccejus, der es umgehend nach Bremen sandte, wo es am 31. August eintraf.

### Weiteres Ringen um die bremische Selbständigkeit
Von schwedischer Seite wurde die durch das Linzer Diplom beurkundete Reichsunmittelbarkeit nicht anerkannt. Schweden zog daher zweimal gegen Bremen und belagerte es, konnte die neuerrichteten Stadtbefestigungen aber nicht überwinden. Es kam in der Folge der beiden Feldzüge schließlich 1666 zum Frieden zu Habenhausen, in dem Schweden die Unabhängigkeit Bremens anerkannte. Im Gegenzug sagte Bremen zu, zwar während des Regensburger Reichstages noch teilzunehmen, aber ansonsten bis zum Ende des Jahrhunderts auf die Teilnahme an Reichstagen zu verzichten. Das stellte später für Bremen keinen Nachteil dar, weil der seit 1663 tagende Reichstag in Regensburg sich schließlich zum Immerwährenden Reichstag entwickelte, der als ständiger Gesandtenkongress bis zum Ende des Heiligen Römischen Reichs Anfang des 19. Jahrhunderts andauerte. Seither ist Bremen – abgesehen von der Zeit zwischen 1811 und 1814 unter der napoleonischen Besetzung sowie während der Gleichschaltung im „Dritten Reich“ – stets selbständig geblieben.

### Geschichte des Linzer Diploms seit 1646
Das Linzer Diplom wurde seither im bremischen Staatsarchiv und später in der Staatsbibliothek aufbewahrt. 1942 wurde die Urkunde während des Zweiten Weltkriegs nach Bernburg  an der Saale ausgelagert, um sie vor Bombenangriffen zu schützen. 1946 wurde das Linzer Diplom von sowjetischen Besatzungssoldaten nach Leningrad geschafft. Von da an galt es zunächst als verschollen. 
1998 stellte sich heraus, dass es zusammen mit weiteren Dokumenten aus hamburgischem, lübeckischem und bremischem Besitz 1948 in die Bibliothek der Akademie der Wissenschaften zu Jerewan in Armenien transportiert worden war. Anfang Mai 1998 übergab der armenische Außenminister Wardan Oskajan diese 575 Schriftstücke dem deutschen Außenminister Klaus Kinkel. Am 28. Mai 1998 gelangte das Linzer Diplom wieder nach Bremen, wo es seither im Staatsarchiv Bremen verwahrt wird. Anlässlich der Rückführung wurde es in der Oberen Rathaushalle im Bremer Rathaus kurzzeitig ausgestellt.

## Bedeutung des Linzer Diploms
Durch das Linzer Diplom wurde der faktisch seit dem 13. Jahrhundert den Erzbischöfen abgetrotzte Zustand der Unabhängigkeit Bremens besiegelt. Diese Beurkundung stellt einen wichtigen Schritt in der Entwicklung der Selbständigkeit Bremens bis hin zum heutigen Bundesland Bremen dar, auch wenn die Unabhängigkeit weniger von der Existenz dieser Urkunde abhängig war als von faktischen Umständen. Immerhin war so die Teilnahme am Reichstag und damit an der Reichspolitik legalisiert.